# ラージ・ラジェシュワリー・デビー
ラージ・ラジェシュワリー・デビー（Raj Rajeshwari Devi, 生年不詳 - 1806年5月5日）は、ネパール王国の君主ラナ・バハドゥル・シャハの第一正妃。

## 生涯
1789年、ネパール王ラナ・バハドゥル・シャハとカトマンズで結婚した。
夫が息子ギルバン・ユッダ・ビクラム・シャハに譲位し、デウパタンに移ると、ラージ・ラジェシュワリーは摂政に任命された。
その後、ラナ・バハドゥルがダモダル・パンデとの対立でヴァーラーナシーへ赴くと、ラージ・ラジェシュワリーもそれに合流した。新たな摂政には第二正妃のスバルナ・プラバー・デビーがダモダルによってつけられた。
のち、ラナ・バハドゥルはラージ・ラジェシュワリーをカトマンズに送り返し、自身もビムセン・タパの助力でカトマンズに戻った。
1806年5月5日、ラージ・ラジェシュワリーはビムセンによって殉死させられた。